# ナベカ
ナベカ（那辺加、Omobranchus elegans）は、スズキ目、ギンポ亜目、イソギンポ科に属する魚の一種。

## 分布
日本（函館以南）から山東半島、朝鮮半島にかけて分布する。
本種は南日本では普通にみられる。

## 形態
全長7-10cm。体は細長く、左右に扁平。頭が大きく吻はつまっている。雄は成熟すると後頭部が盛り上がる。頭部に皮弁がなく、鰓孔下端は胸鰭第3軟条の基部に達する。両顎は不動性の櫛状歯と、それぞれの後部に一対の犬歯を備える。頭部から体の前部に7-9条の暗色横帯、全体に多数の暗褐色点がある。各鰭に明瞭な斑紋はない。

## 生態
岩礁性海岸（磯の浅場）に棲み、タイドプールで見かける。
春、オオヘビガイの殻や岩の穴などに産卵し、雄は孵化まで卵を保護する。自分より大きな相手でも勇敢に立ち向かう。雑食性。

## 利用
小さいので食用にはされない。

## 別名
地域によってナベチョ（那辺ちょ、三崎）、ミシマジョロ（三島女郎衆、静浦）、クイツキ（喰い付き、広島）、ヒビガクレ（皹隠れ、皸隠れ、広島）、テンジョウマワリ（天井回り、新潟県大海町）、サンバソウ（三番叟、島根）などとも呼ばれる。（括弧内は　漢字、地域　の順）
「クイツキ」とは犬歯があり人間が手を出すと咬みつくことがあるためで、「ヒビガクレ」はオオヘビガイの殻やイワマテガイの跡穴にすむことから、「ミシマジョロ」は好奇心が強く巣穴から頭を出したり引っ込めたりすることからその名がある。

## 近縁種
トサカギンポ O.fasciolatoceps (Richardson,1846)
雌雄ともに後頭部正中線上に大きな鳥冠状皮弁がある。鰓孔下端は胸鰭基底よりも上方で終わり、体側に10-12条の暗色黄帯がある。南日本から中国大陸沿岸に分布する。全長8cm。
クモギンポ O.loxozonus (Jordan et Starks,1907)
頭部に皮弁がなく、鰓孔下端は胸鰭第2-3軟条の基部に達する。背鰭棘条部と軟条部の間に欠刻がない。尾鰭後縁は截形で、雄ではその上下1軟条が糸状に延長する。南日本に分布する。全長8cm。
イダテンギンポ O.punctatus (Valenciennes,1836)
頭部に全く皮弁がない。鰓孔はやや狭く、その下端は胸鰭基底の上端で終わる。体は一様に暗褐色で、体側前部の上半に数条の黒色縦線があり、雌よりも雄が明瞭。南日本、西太平洋・インド洋に分布する。全長10cm。
カワギンポ O.ferox (Herre, 1927)
鰓孔の下端が胸鰭第4-5軟条の基部に達する。頭部は暗褐色、体は灰褐色で6-8上の暗色黄帯がある。琉球列島からインド洋に分布する。全長10cm。